# 日本フットボール優勝大会
日本フットボール優勝大会は、日本で最初のフットボール（サッカー・ラグビー）大会であり、全国高等学校サッカー選手権大会及び全国高等学校ラグビーフットボール大会の始祖となる大会である。「全国蹴球大会」の別名を持つ。

## 歴史
大阪朝日新聞社主催の全国中等学校優勝野球大会に対抗するべく、大阪毎日新聞社によってラグビー大会として企画されたが、ラグビーだけでは参加チームが少ないため、サッカー（当時はアソシエーション）との共同開催として、名称をフートボール（フットボール）に統一した。なお、サッカーは正式名称をassociation footballといい、他の言語でもこれに類する名前で呼ばれている。
1918年に「日本フートボール優勝大会」として豊中グランドで始まり、宝塚球場、阪神甲子園球場と会場を移した。ちなみに全国中等学校優勝野球大会も当初豊中グランドで行われていた。中等学校のみならず大学の参加もあった。参加チームは関西が中心であったが、日本を冠したのは「全国的な規模に」との意向と、ラグビーの始祖である慶應の参加が前提だったためとされる。（ア式大会にも慶應が参加予定であったが直前で急遽棄権している。)
第2回より「フートボール」から「フットボール」となった。
第8回より中等学校の部が独立。1925年度の第9回よりサッカー・ラグビーそれぞれ「全国中等学校蹴球選手権大会」「全国中等学校ラグビーフットボール大会」に改められ予選会も開始された。

### 開催会場
- 豊中グラウンド
- 宝塚球場
- 阪神甲子園球場